# Городское поселение Талинка
Это статья о муниципальном образовании. О посёлке см. Талинка.
Городско́е поселе́ние Талинка — муниципальное образование в Октябрьском районе Ханты-Мансийского автономного округа Российской Федерации.
Административный центр — пгт Талинка.

## География
Площадь земель в границах муниципального образования составляет 96,3 км², из них 6,54 км² — земли населённого пункта.
Протяжённость автомобильной дороги городского поселения Талинка около 24 км, в том числе с твердым покрытием — 96 % от общей протяжённости.

## История
До 2004 года посёлок Талинка административно подчинялся городу Нягань.
Статус и границы городского поселения установлены Законом Ханты-Мансийского автономного округа - Югры от 25 ноября 2004 года № 63-оз «О статусе и границах муниципальных образований Ханты-Мансийского автономного округа - Югры»

## Население
| 2009  | 2010  | 2012  | 2013  | 2014  | 2015  | 2016  |
| ----- | ----- | ----- | ----- | ----- | ----- | ----- |
| 5798  | ↘4121 | ↘4015 | ↘3964 | ↘3830 | ↘3734 | ↘3677 |
| 2017  | 2018  | 2019  | 2020  | 2021  |       |       |
| ↘3559 | ↘3517 | ↘3481 | ↗3491 | ↘3333 |       |       |

## Состав городского поселения
| № | Населённый пункт | Тип населённого пункта      | Население |
| - | ---------------- | --------------------------- | --------- |
| 1 | Талинка          | пгт, административный центр | ↘3333     |